# 土山峠

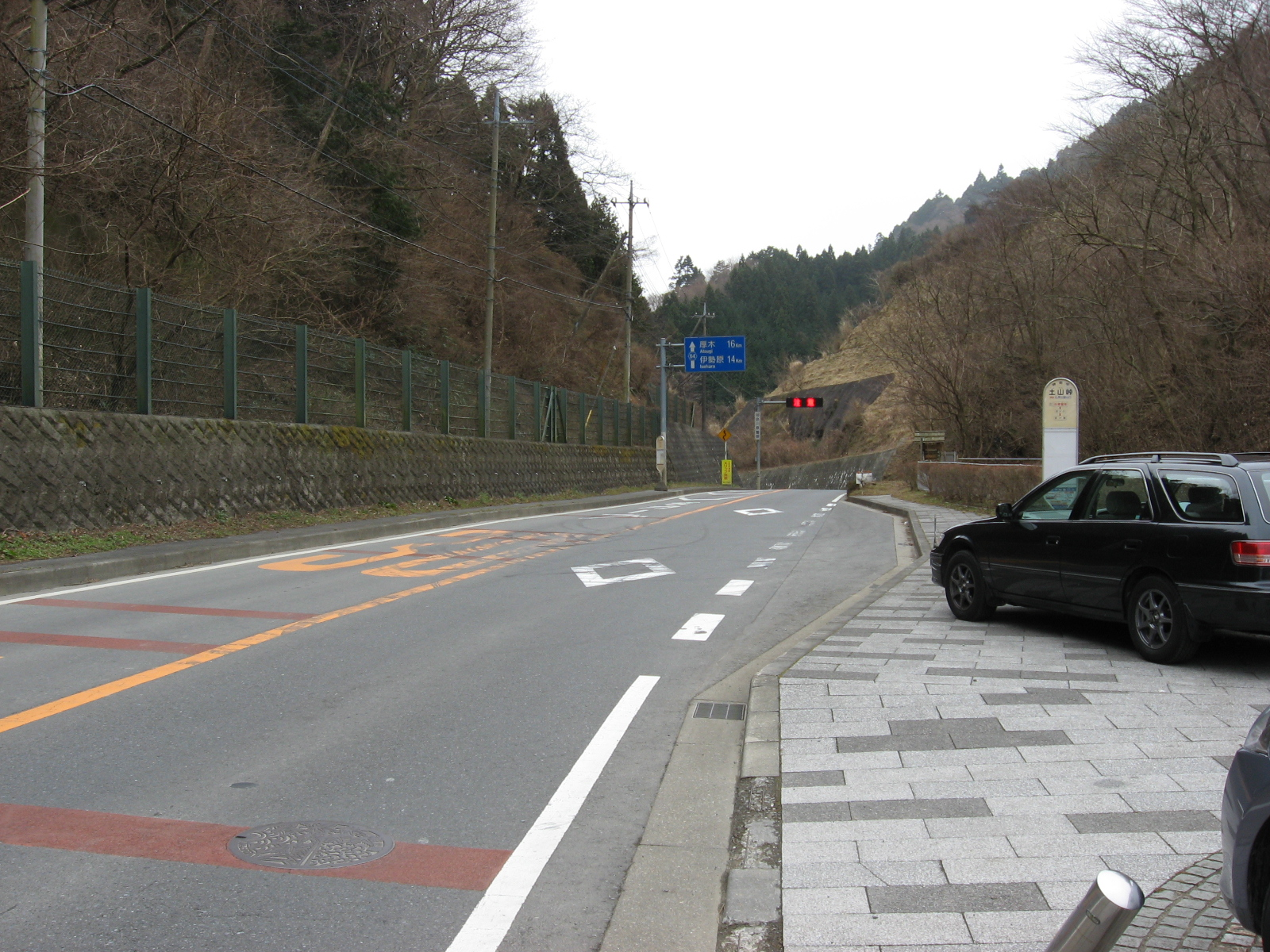
土山峠全景。奥は厚木、伊勢原方面。

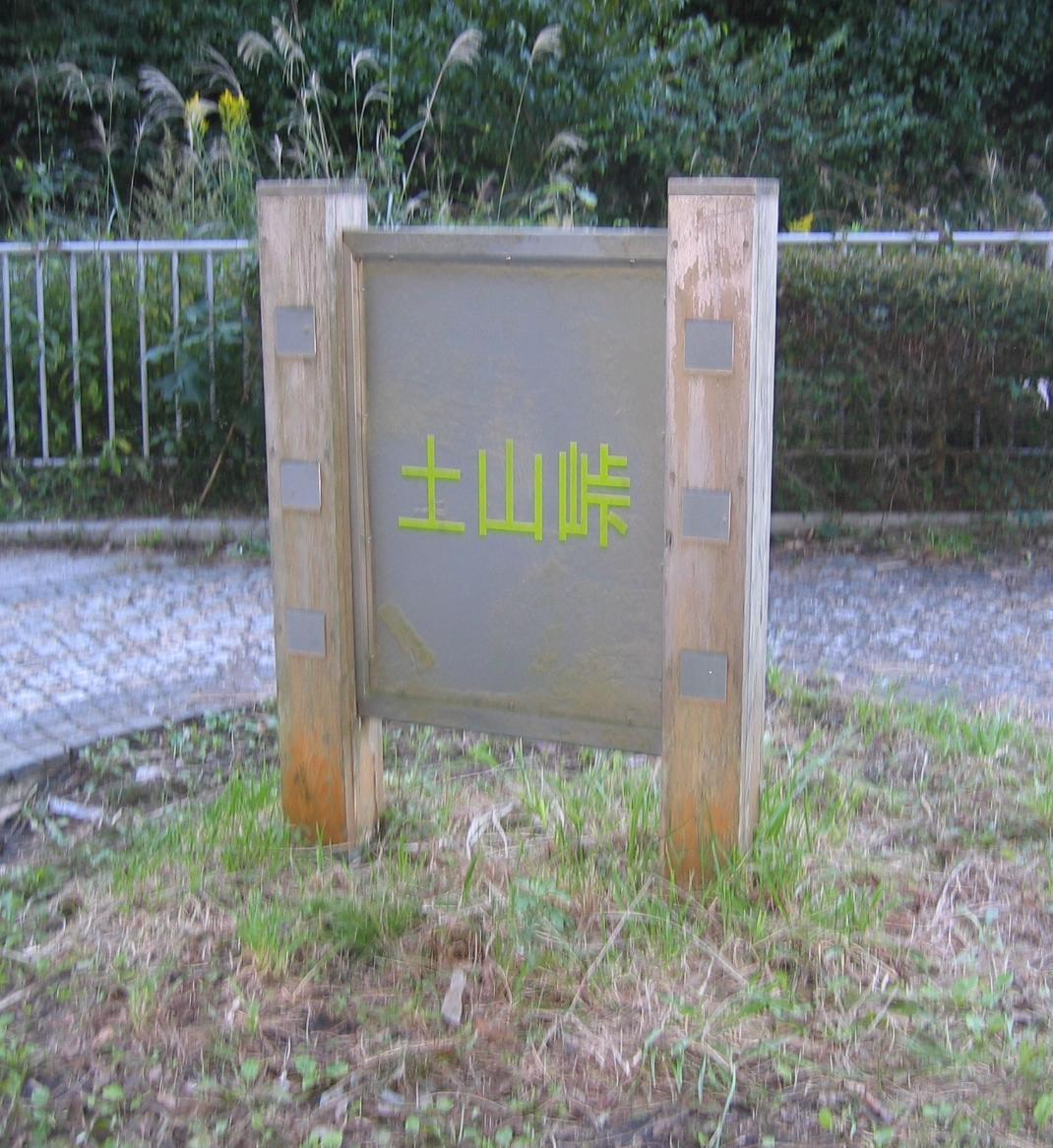
土山峠の標識

土山峠（つちやまとうげ）は、神奈川県愛甲郡清川村煤ヶ谷の、神奈川県道64号伊勢原津久井線の途中にある海抜約300mの峠である。宮ヶ瀬ダム建設で県道64号線が別に整備されたため、現在は峠という感じは薄れている。
峠までは本厚木駅より神奈川中央交通のバスが出ており、仏果山や辺室山の登山口として利用されている。なお、辺室山の登山口は峠のすぐ横にあるが、仏果山の登山口は峠から厚木側に100m程進んだ所にある。